# Musée des Saints d'Olot
 (avril 2022).
Causes possibles :
- Rédaction non-neutre car ne respectant pas la synthèse équilibrée attendue.
- Plan structurant la page comme une brochure promotionnelle ou une plaquette institutionnelle.
- Nombreuses informations sans réelle pertinence encyclopédique et pourtant montées en épingle. Ceci peut notamment se faire en recourant à des sources primaires ou non centrées, ou encore à un « cherry picking » des sources ; dans certains cas, cette utilisation des sources peut même donner lieu à une « synthèse inédite ».

Rappel : la pertinence des informations est à démontrer par des sources secondaires indépendantes et de qualité traitant le sujet.
Le Musée des Saints d'Olot se situe à Olot (Garrotxa, Espagne), dans un bâtiment de style néo-gothique connu sous le nom de l'Art Cristià. 

## Description

### Activités
Inauguré en 2007, le musée des Saints d'Olot a pour objectif de présenter le métier consacré à la fabrication artisanale d'images religieuses. Le musée aborde également d'autres métiers artisanaux ainsi que la culture populaire et traditionnelle. Le musée est aussi consacré à la vie et à l'œuvre du peintre et sculpteur Marian Vayreda, l'un des fondateurs du premier atelier de fabrication d'icônes de la ville, aux côtés de son frère Joaquim et de Josep Berga i Boix : El Arte Cristiano. Marian Vayreda a vécu au premier étage du musée, où il écrivit le roman La punyalada (Le Coup de poignard), œuvre notable de la littérature catalane. Les travaux de construction du bâtiment dans lequel se trouve le musée débutèrent en 1890, suivant un projet de l'architecte moderniste Joaquim Codina i Matalí, commandité par Joaquim Vayreda.

### Salle des modèles
À partir de cette salle, le visiteur peut suivre l'ordre chronologique du processus de fabrication d'une statue.
La salle des modèles met en scène une réserve d'œuvres. Il s'agit d'un espace commun entre le musée et l'atelier d'El Arte Cristiano, qui y a déposé une partie de son matériel.
Les modèles conservés dans cette salle sont les pièces originales. Le sculpteur commence par réaliser une statuette en argile, dont il fait ensuite le moule pour en faire une copie avec de la pâte à bois. La pâte à bois est un matériau que l'on obtient en mélangeant de la colle de peau de lapin, du stuc et de la calcite. On continue avec l'extraction de la pièce qui sera reproduite en série et dont on peut voir les copies dans cette salle. Les extrémités ou autres éléments de certaines pièces se trouvent entreposés dans un sac, à part. Il en est ainsi car les éléments saillants sont issus d'un moulage différent et sont collés a posteriori, car il serait impossible de tout couler dans un seul moule. Quand une commande arrive, la première étape consiste à sélectionner le modèle et à l'emporter à l'atelier pour en faire une reproduction.

### Moulage et travail de retouche (Étage -1)
Ici débute le processus de fabrication en série du modèle choisi dans la salle précédente. On place d'abord le modèle dans le contre-moule correspondant, structure servant à réaliser le moule; chaque pièce en possède un et ces derniers sont conservés dans un autre dépôt. On utilise l'argile pour fixer le modèle au contre-moule. Pour la création du moule, qui n'est autre que l'épreuve négative du modèle, on utilise de la gélatine qui se solidifie en refroidissant et que l'on introduit par les trous du contre-moule. Deux moules seront réalisés: un pour le devant et un autre pour le dos de la statue. Une fois les moules réalisés, ils sont entièrement recouverts de pâte à bois. On prend ensuite des morceaux de toile de jute que l'on enduit également de pâte à bois. Ces morceaux de toile sont appliqués sur toute la surface du moule. Une fois le mélange séché, le moule gagnera en rigidité. On procède de la même manière pour le deuxième moule. On le laisse sécher puis l'on effectue le démoulage. Le parcours se poursuit dans la salle des retouches, où la pièce est conditionnée pour être peinte et décorée. Le processus de moulage a laissé des bavures et des imperfections et les parties saillantes, moulées séparément, doivent maintenant être rajoutées. Pour les statues, la pose des yeux est l'une des étapes les plus difficiles et délicates, celle-ci s'effectue aussi à ce moment-là.

### Peinture et décoration (Rez-de-chaussée)
C'est le travail réalisé dans cette salle, qui apporte de la valeur ajoutée aux œuvres. Voici venu le moment de peindre et de décorer selon les critères du client. Toutefois, avant de peindre les pièces, on les enduits d'une couche de colle claire afin de colmater les possibles imperfections restant sur la pâte. Chaque atelier possède son propre catalogue. Il sert à présenter les produits disponibles et à leur attribuer les caractéristiques souhaitées: taille, décoration, etc...
Le prix dépend de la taille et de la décoration de la pièce. En termes de décoration, le prix est lié aux techniques et aux matériaux utilisés. Une image décorée de manière différente selon le rendu souhaité. Celle-ci peut être peinte à "l'ancienne", polychromée, imiter le bois, décorée de bordures dorées, etc...
Comme l'explique Alexandre Cuéllar, à l'atelier des «Saints» d’Olot, les images «sont peintes avec de la peinture à l'huile. L'apprentissage n'était guère facile, car chaque peintre avait des «teintes secrètes» et n'était pas partisan d'en faire profiter un possible concurrent. (...) Ils ne voulaient révéler aucune trouvaille ni aucun secret. Les demi-tons étaient sacrés. »
Pour parachever la statuette, les éléments qui ne sont pas moulés avec la pièce sont posés (la couronne, la croix…) en fonction de l'image.

### Culture populaire, imagerie festive et crèches
Les ateliers de la ville d'Olot ont concentré leur production sur l'imagerie religieuse, mais se sont également souvent tournés vers l'imagerie festive. Un grand nombre de Géants de Catalogne (grosses têtes) ont été fabriqués dans les ateliers d'Olot. On trouve ici certains éléments de la faràndula d'Olot (ensemble de figures mythologiques). En témoigne la présence du Géant et de la Géante d'Olot, réalisés respectivement par Miquel Blay et Celestí Devesa, sous la direction de Josep Berga i Boix, aussi connu sous le nom de l'Avis Berga (grand-père Berga). Les deux jeunes sculpteurs reçurent cette commande en 1888 alors qu'ils étaient encore étudiants de l'école d'art dirigée par Berga. On dit que Blay s'inspira d'un garçon d'une pâtisserie de la ville, bien que d'autres affirment qu'il s'agissait en vérité du responsable de section de l'atelier l'Art Cristià. De son côté, Celestí Devesa s'inspira d'une marchande de tabac de la rue Sant Rafel. Leur première danse fut à l'occasion du Corpus en 1889, où ils prirent la relève des Géants Vells (vieux géants), attribués au sculpteur Ramon Amadeu et exposés aux côtés des deux géants déjà cités. Dans la salle qui s'ouvre juste à côté des Géants, on peut voir, sur la droite, quelques ouvrage de la collection Renart, composée de figures et d'éléments variés en lien avec la religion chrétienne. Dans la salle de devant, on remarque les figures du sculpteur barcelonais Ramon Amadeu, qui vécut à Olot comme réfugié pendant la guerre de l'Indépendance Espagnole.

### Les saints d'Olot et Marian Vayreda
Dans cet espace sont présentés quelques sculpteurs qui commencèrent leur carrière dans les ateliers des saints d'Olot. Cette expérience leur servie de tremplin, ils sont aujourd'hui des sculpteurs de renom. Parmi eux, on trouve Miquel Blay, Josep Llimona, Joaquim Claret ou Celestí Devesa. Dans la salle suivante, l'histoire des ateliers est abordée avec, en exemple, une sculpture des premiers temps de Josep Berga i Boix et une autre de Josep Berga i Boada.
Pendant la guerre civile, les ateliers furent contraints de produire des torses asexués, des bustes d'hommes politiques ou des images décoratives pour s'assurer que l'atelier ne ferme pas. Toutefois, certains continuaient de produire secrètement des saint avec pour objectifs de les vendre à des pays sud-américains et ainsi obtenir des devises. Dans le reste de la salle, on peut voir des exemples d'images produites dans les différents ateliers de la ville. Dans les années 50, l'on recensait plus de trente ateliers ouverts en même temps. Cette partie du bâtiment correspond à celle où Marian Vayreda vécut avec sa famille et où il écrivit une grande partie de son œuvre littéraire, dont La punyalada (Le Coup de poignard), un chef-d'œuvre de la littérature catalane. Pour terminer la visite, le film du musée peut être réclamé à l'accueil; il résume l'ensemble des contenus et donne une vision historique du métier et de son importance dans la ville d'Olot.

## Objets et éléments soulignés
- Atelier El Arte Cristiano (1896-1906). Les travailleurs des ateliers des saints jouissaient d'un certain prestige. L'industrie de l'imagerie religieuse apporta travail et richesse à la ville d'Olot. La trentaine d'ateliers employa jusqu'à 1 500 employés sur une même période[7].
- Confection du moule. Les moules en gélatine peuvent être réutilisés jusqu'à sept fois. On peut se servir du même moule à chaque fois que l'on recommence le processus. Plusieurs tirages sont réalisés afin de ne choisir que le meilleur. Le surplus de production est conservé dans ce qu'on appelle le "dépôt de blancs", où les copies attendent une nouvelle commande pour entrer dans le circuit de production[8].
- Yeux en verre. La pose des yeux sur les pièces est l'une des étapes les plus difficiles de tout le processus de fabrication; un travail réservé uniquement aux artisans très expérimentés. Les yeux sont généralement en verre.
- Drac del Carme. Le Drac del Carme (Dragon du Carme) est l'œuvre de Toribi Sala et de Manuel Traité. Construit dans l'atelier d'imagerie L'Art Cristià, il appartient au couvent des Carmélites. Il effectua sa première danse en position horizontale en 1928, tel qu'on peut le voir sur la photo. Mais, dès l'année suivante, il dansa tel qu'on le connaît aujourd'hui. En regardant de plus près, on peut observer que son corps a une forme de panier. Vous pourrez le voir danser sur la place del Carme le 16 juillet, jour de la fête de la vierge du Carmen[9].
- La punyalada. La punyalada (Le Coup de poignard) de Marian Vayreda a été publié en fascicules au cours de l'année 1903, puis sous la forme d'un volume indépendant en 1904. Le roman évoque la destruction de l'individu à l'époque du banditisme, qui survint juste après les guerres carlistes. Le narrateur y déploie diverses ressources narratives, ainsi qu'un sens précis de la langue. Trois personnages évoluent dans un triangle amoureux : Albert Bardals, Ivo et Coralie[10].